# Řepice
Řepice falu és önkormányzat (obec) Csehország Dél-csehországi kerületének Strakonicei járásában. Területe 4,28 km², lakosainak száma 453 (2008. 12. 31). A falu Strakonicétől mintegy 4 km-re északkeletre, České Budějovicétől 53 km-re északnyugatra, és Prágától 97 km-re délre fekszik.
A település neve írásban először II. Ottokár cseh király levelében jelent meg 1251-ben.

## Népesség
A település népessége az elmúlt években az alábbi módon változott:
| Lakosok száma | 354  | 316  | 358  | 314  | 290  | 455  | 456  | 459  | 461  | 458  |
|               | 1869 | 1900 | 1921 | 1961 | 1980 | 2011 | 2016 | 2019 | 2021 | 2024 |